# Blanioonops
Blanioonops là một chi nhện trong họ Oonopidae.